# نام چینی
نام چینی (انگلیسی: Chinese name، چینی: 姓名; پین‌یین: xìngmíng) نامی است که ساکنین سرزمین اصلی چین، هنگ‌کنگ، ماکائو، تایوان و نیز مهاجرین این سرزمین‌ها، با آن خوانده می‌شوند. در برخی موارد، این اصطلاح ممکن است برای نام چینی پذیرفته شده توسط افرادی از مناطق دیگر یا مورد استفاده برای اشاره به آنها، به کار گرفته شود.
نام چینی معمولاً از سه هجا (نام خانوادگی تک سیلابی و نام دوسیلابی) تشکیل شده و هر هجا، با یک حرف هان و با لحن ویژه‌ای، نوشته می‌شود.
در حدود یکی از هر هفت نفر، نام دو هجایی، و کمتر از یک پنجم یک درصد - اکثراً از اقلیت‌های قومی - نام چهار یا چند هجایی دارند؛ بسیاری از آنهایی که نام بیش از چهار کاراکتر دارند، دارای نام خانوادگی ترکیبی هستند. (به عنوان مثال اویانگ کانپنگ یا Da-Hong Seetoo).